# Еврейские беженцы от нацизма
Еврейские беженцы от нацизма — евреи, которые были вынуждены покинуть место жительства в связи с преследованиями со стороны нацистов, их союзников и коллаборационистов в период с 1933 по 1945 год. Доля спасшихся по сравнению с количеством погибших составляет около половины по разным странам.
С 1930-х годов к власти в Германии и некоторых других странах Европы пришли праворадикальные режимы, проводившие антисемитскую политику. Эти события привели к появлению сотен тысяч еврейских беженцев. До начала Второй мировой войны Германию, Австрию и Чехословакию покинуло от 350 тысяч до 400 тысяч евреев. Из 235 тысяч еврейских иммигрантов в Палестине с 1932 по 1939 год примерно 60 тысяч были немецкими евреями.
Во время Второй мировой войны миллионы евреев были вынуждены эвакуироваться из районов оккупации немецкой армии и их союзников, а большинство оставшихся были насильственно перемещены в гетто и затем либо убиты на месте, либо депортированы в лагеря уничтожения.
Многие страны, опасаясь наплыва беженцев, создавали препятствия и не давали им разрешений на въезд. Даже известия о массовых убийствах евреев нацистами не стали основанием для пересмотра такой политики. После окончания войны рост антисемитизма в Европе и стремление уцелевших жертв геноцида в Палестину вызвали конфликт с антииммиграционной политикой британских мандатных властей. В 1950-е годы и позднее решались вопросы материальных компенсаций пострадавшим от преследования.

## 1933—1939 годы
Идея изгнания евреев из Германии была одним из важнейших программных пунктов национал-социалистов. В момент прихода нацистов к власти в Германии жило 523 тысячи евреев, они составляли менее 1 % населения. На первом этапе в качестве антиеврейской политики использовались популистские меры (бойкот, оскорбления и т. п.), дискриминационное законодательство и экономические санкции. Впоследствии началось силовое давление с целью заставить евреев эмигрировать и прямые депортации. Вытеснение евреев сопровождалось их почти тотальным ограблением при эмиграции. Политика нацистов по изъятию имущества ужесточалась с 25 % в 1933 году до почти 90 % к 1938 году.

### Антиеврейская политика 1933—1937
Начало массовым преследованиям евреев в Германии было положено 1 апреля 1933 года, когда был проведён первый общенациональный бойкот всех еврейских предприятий в стране. Основным инструментом антиеврейской политики в 1933—1935 годы стало антиеврейское законодательство.
7 апреля 1933 года был принят «Закон о восстановлении профессионального чиновничества», в соответствии с которым было предписано уволить всех неарийских чиновников, за редким исключением. Неарийцем считался каждый, кто имел хотя бы одного прародителя-еврея. Затем с апреля по декабрь был принят целый ряд нормативных актов и мероприятий, направленных против еврейской интеллигенции с целью «исключить влияние евреев на общественную жизнь». Так, 25 апреля были введены квоты на приём евреев в учебные заведения, а 10 мая произошло публичное сожжение книг еврейских и антинацистских авторов. Расовые ограничения коснулись медиков, адвокатов, нотариусов, профессоров, редакторов и других. В прессе шёл поток антисемитских публикаций, особенно в еженедельнике Der Stürmer под редакцией Юлиуса Штрайхера. Результатом этой политики стало бегство из Германии в 1933—1934 годах 60 тысяч евреев, из которых 53 тысячи оказались во Франции, Бельгии и Голландии.
Вершиной антиеврейского законодательства стали принятые 15 сентября 1935 года так называемые Нюрнбергские расовые законы. Евреи были лишены немецкого гражданства, смешанные браки были запрещены. В дальнейшем к законам принимались поправки, а все прочие расистские правовые нормы составлялись как дополнение к этим законам. На экономическом уровне проводилась политика «ариизации» — передачи имущества в руки лиц немецкого происхождения. На этом этапе «ариизация» не была связана с силовым изъятием имущества, однако на евреев оказывалось прямое и косвенное давление с целью продажи ими своей собственности.
С 1933 по 1937 год из Германии эмигрировало 130 тысяч евреев.

### Международная реакция
В октябре 1933 года Ассамблея Лиги Наций создала для еврейских беженцев из Германии специальное ведомство Верховного комиссара по делам беженцев, прибывающих из Германии. Его руководителем стал американский профессор и журналист Джеймс Гровер Макдоналд. Он начал борьбу за объединение усилий по финансированию помощи, поскольку Лига Наций непосредственно не финансировала эту работу, и против ограничений на иммиграцию беженцев. За 2 года работы он помог расселить в Палестине 80 тысяч еврейских беженцев. Макдоналд пытался убедить Лигу наций осуществить прямое вмешательство, но эти попытки остались безуспешными. 27 декабря 1935 года Макдоналд в знак протеста подал в отставку. В открытом письме по этому поводу он отмечал:

Когда внутренняя политика государства угрожает людям полным попранием их человеческого достоинства, соображения дипломатической корректности должны отступать перед соображениями элементарной человечности. Я проявил бы малодушие, если бы не привлёк внимание к сложившейся сегодня ситуации и не обратился с призывом о том, чтобы мировая общественность, действуя через Лигу Наций… предприняла шаги с целью не допустить этой реальной трагедии, а также других, уже угрожающих человечеству

В 1936 году был создан «Британский комитет по оказанию помощи немецким евреям». Он развил активную лоббистскую деятельность в Великобритании.

### Принудительная эмиграция 1938—1939
1938 год стал переломным по отношению к евреям в Германии. После увольнения в конце 1937 года прагматика Ялмара Шахта с поста министра экономики усилилось влияние радикальных нацистов и в частности Германа Геринга. Историк Дан Михман отмечает прямую связь между ускоренной подготовкой к войне и ужесточением антиеврейской политики. Начиная с 1938 года эта политика была активизирована с целью добиться эмиграции евреев с территории Германии. Она включала в себя средства психологического давления в виде дальнейшей дискриминации и разделения евреев и неевреев, экономической дискриминации и полицейского давления.
По всей Германии прошёл ряд мероприятий, целью которых было противопоставление евреев неевреям, например, разделение почтовых отправлений и принудительная смена имени. С июня 1938 года после обязательной регистрации «еврейской собственности» началась насильственная «ариизация». Дан Михман пишет, что акции полицейского давления с целью принудить евреев к эмиграции проводились как СС, так и полицейской системой в целом и отличались особой жестокостью. Профессор Марион Каплан отмечает, что евреев при эмиграции обирали буквально дочиста — вплоть до изъятия золотых зубов.
По оценке Михмана, апогеем принудительной эмиграции стало так называемое Збоншинское выдворение (нем. Polenaktion) в конце октября 1938 года, когда 17 тысяч немецких евреев с польскими паспортами были арестованы и насильственно депортированы через польскую границу.

#### Аншлюс Австрии и создание Центрального бюро еврейской эмиграции
Аннексия Австрии была частью официального курса внешней политики нацистов с 1933 года. 12 марта 1938 года немецкие войска вошли на территорию страны, а 13 марта был опубликован закон «О воссоединении Австрии с Германской империей», согласно которому Австрия объявлялась «одной из земель Германской империи» под названием «Остмарк».
На момент присоединения к Германии еврейское население Австрии составляло 181 778 человек, из которых 165 946 (91,3 %) жили в Вене. После введения в действие в Австрии Нюрнбергских законов евреями в Австрии считались уже 220 тысяч человек. После аншлюса, сопровождавшегося стихийными погромами, евреи стали объектом организованных преследований. Это побудило многих австрийских евреев бежать из страны — в основном в Италию и Швейцарию. С 26 марта и в течение всего апреля проводились насильственные изгнания евреев из целых районов страны — в Чехию, Венгрию и Югославию.
Аншлюс стал важным этапом в деятельности Гиммлера — в той части, которая касалась антиеврейской политики. Была проведена принудительная реорганизация еврейских общин, руководил этим процессом Адольф Эйхман. В августе 1938 года для ускорения эмиграционных процессов Эйхман основал Центральное бюро еврейской эмиграции в Вене (нем. Zentralstelle Fuer Juedische Auswanderung in Wien). В ноябре 1938 года Герингом было создано аналогичное учреждение в Берлине. В 1939 году Эйхман основал такое же бюро в Праге.
До войны из Австрии уехало 100 тысяч евреев.

#### Эвианская конференция
С 5 по 16 июля 1938 года по инициативе президента США Ф. Д. Рузвельта была созвана Эвианская конференция, посвящённая проблеме беженцев из Германии и Австрии, в которой приняли участие представители 32 стран. Ни одна международная организация, связанная с помощью беженцам, кроме генерального комиссара Лиги Наций, представлена не была. Представителей самих беженцев и еврейских организаций на конференцию не допустили. Из участников конференции только Доминиканская Республика изъявила желание принимать беженцев и предоставить им для этого землю. Европейские страны, США и Австралия заявили, что у них нет возможности расширить квоты. Великобритания категорически отказалась от приёма беженцев как в метрополии, так и в Палестине, предложив принять незначительное количество людей в Восточной Африке.
Итогом Эвианской конференции было создание Межправительственного комитета по делам беженцев, который действовал до апреля 1943 года. Австралия согласилась принять 15 тысяч беженцев в течение трёх лет, страны Латинской Америки также были готовы принять их в незначительном количестве. Благодаря деятельности Межправительственного комитета было заключено международное соглашение о разрешении транзитным беженцам пересекать границы без паспортов. Переговоры с Германией об организованной эмиграции и о разрешении беглецам взять с собой часть принадлежавшего им имущества из-за позиции нацистов оказались безрезультатными. В целом Эвианская конференция проблему беженцев не решила.
Для евреев Третьего рейха, по известному высказыванию Хаима Вейцмана (впоследствии — первого президента Израиля), «Мир разделился на два лагеря: на страны, не желающие иметь у себя евреев, и страны, не желающие впускать их в свою страну».
Между тем положение евреев продолжало ухудшаться, а поток беженцев расти, особенно после погромов «Хрустальной ночи» 9—10 ноября 1938 года.
В декабре 1938 года Великобритания разрешила въезд в страну 10 тысяч еврейских детей без родителей — так называемая программа «Киндертранспорт». Программа была прервана с началом Второй мировой войны в сентябре 1939 года.

#### План Рабли — Шахта — Вольтата
15 декабря 1938 года руководитель Межправительственного комитета по делам беженцев Джордж Рабли по поручению Рузвельта встретился в Лондоне с Ялмаром Шахтом, известным немецким промышленником и президентом Рейхсбанка. За спасение евреев Шахт потребовал 3 млрд немецких марок, что равнялось 1 млрд 200 млн долларов. В январе 1939 года Герман Геринг поручил дальнейшее ведение переговоров с Рабли советнику Министерства экономики Гельмуту Вольтату. В феврале 1939 года Вольтат заявил о готовности принять план эмиграции 150 тысяч трудоспособных евреев в течение 3—5 лет. Затем за ними должны были последовать семьи и иждивенцы. В этот период Германия обязалась не оказывать давление на оставшихся евреев. Финансирование плана предполагалось провести из конфискованного у евреев капитала и дополнительной международной помощи. Однако из-за нарушения договорённостей со стороны германских властей и неготовности в США и других странах к приёму беженцев план Рабли не был реализован.

#### Преследования в Чехословакии
В марте 1939 года Чехия была объявлена протекторатом Германии, а Словакия стала её союзником. Там также начались преследования евреев. С эмигрантов взимали очень большой эмиграционный сбор, фактически означавший конфискацию имущества. Общая стоимость собственности, реквизированной нацистами у евреев Богемии и Моравии, составила около 12 млрд чехословацких крон. К октябрю 1941 года, когда нацисты окончательно запретили эмиграцию, Богемию и Моравию покинули 26 629 (по другим данным, 43 000) человек. Оставшиеся евреи были заключены в гетто, 75 765 из них погибло.

### Статистика эмиграции
Еврейская эмиграция из Центральной Европы в 1933—1939 годах:
| Год   | Германия | Австрия | Чехословакия (Богемия, Моравия) | Общее количество |
| ----- | -------- | ------- | ------------------------------- | ---------------- |
| 1933  | 37 000   | —       | —                               | 37 000           |
| 1934  | 23 000   | —       | —                               | 23 000           |
| 1935  | 21 000   | —       | —                               | 21 000           |
| 1936  | 25 000   | —       | —                               | 25 000           |
| 1937  | 23 000   | —       | —                               | 23 000           |
| 1938  | 47 400   | 62 958  | —                               | 110 358          |
| 1939  | 68 000   | 54 451  | 43 000                          | 165 451          |
| Всего | 244 400  | 117 409 | 43 000                          | 404 809          |

К началу Второй мировой войны в Германии, Австрии и протекторате оставалось 370 тысяч евреев.

## Вторая мировая война

### Еврейские беженцы из Польши
С началом вторжения германской армии в Польшу 1 сентября 1939 года поток еврейских беженцев из этой страны устремился на восток. Вначале СССР не препятствовал польским евреям, однако затем закрыл границы и бегущих евреев высылал обратно на территорию, занятую немцами.

Я пригласил Шуленбурга, чтобы сообщить ему о ряде случаев насильственной переброски через границу на советскую территорию значительных групп еврейского населения… Я отметил, что при попытке обратно перебросить этих людей на германскую территорию германские пограничники открывают огонь, в результате чего десятки людей оказываются убитыми. Эта практика не прекращается и приобретает всё более широкий характер, я прошу посла связаться с Берлином.
— заместитель наркома иностранных дел В. Потёмкин
Огонь по беженцам, по свидетельствам очевидцев, открывали также советские пограничники:

Немцы не задерживали беглецов, но дубинками и прикладами давали им на дорогу последний показательный урок своей философии «расового мифа»; по ту сторону демаркационной линии в длинных тулупах, будённовских остроконечных шлемах и со штыками наголо стояли стражники «классового мифа», приветствуя скитальцев, бегущих на землю обетованную, спущенными с поводка овчарками или огнём ручных пулемётов.
Впоследствии, в феврале 1940 года СССР ответил отказом на предложение Германии переселить немецких и австрийских евреев в Биробиджан и Западную Украину.
21 сентября 1939 года началось изгнание евреев с польских территорий, присоединённых к Германии, — их выселяли в район между Вислой и Бугом. С октября 1939 года по март 1940 года из Гданьска, Западной Пруссии, Познани, Верхней Восточной Силезии, Вены и Моравска-Остравы в район Люблина было выселено около 95 тысяч евреев.
Осенью и зимой 1939 года приблизительно 15 000 польских евреев бежали из Польши в Литву и нашли временное пристанище в Вильнюсе. В конце 1940 — начале 1941 годов 2100 евреям из этой группы беженцев удалось уехать на Дальний Восток — до Шанхая и Японии. Помощь этим беженцам оказали голландский бизнесмен, представитель компании Philips и по совместительству консул Нидерландов в Литве с 1939 года Ян Звартендейк, который начал выдавать евреям свидетельства для въезда в голландскую колонию Кюрасао на нидерландских Антильских островах в Карибском море. Консул Японии в Литве Тиунэ Сугихара выдавал им транзитные визы, так как проехать в пункт назначения люди могли только через территорию СССР и Японию. Всего благодаря Сугихара с октября 1940 года по август 1941 года в Японию въехали 3489 еврейских беженцев из Европы, направившиеся преимущественно в Шанхайское гетто. В начале 1941 года МИД Японии разрешил беженцам остаться на территории Японии или в оккупированных районах Китая.
В начале 1940 года в Белоруссии было зарегистрировано 65 796 еврейских беженцев из Польши. Общая численность еврейских беженцев из западной части Польши в СССР оценивается по разным источникам от 200 до 500 тысяч человек. С конца июня 1940 года после присоединения Литвы, Латвии, Эстонии, Бессарабии и Северной Буковины к СССР начались масштабные депортации вглубь страны в статусе спецпереселенцев «социально-опасных элементов» и беженцев, среди которых было 82-84 % евреев. Таким образом было депортировано около 100 тысяч еврейских беженцев, в основном на северные лесозаготовки СССР.Часть из них впоследствии вступили в польскую армию Андерса, чтобы принять участие в борьбе с нацизмом.
18 февраля 1943 года группа польских евреев (369 взрослых и 861 ребёнок, из них 719 сирот и 142 ребёнка с одним или обоими родителями) прибыла в Палестину после почти 4-летних мучительных скитаний, включая бегство из Польши в СССР, эвакуацию в Самарканд, переправку в Кисловодск, а оттуда в Иран, детский дом в Иране с августа 1942 года и переезд в Палестину через Индию, Суэц и Синай.

### Нападение Германии на СССР и эвакуация евреев
После нападения Германии на СССР и оккупации западной части страны проживавшие на территории СССР евреи оказались жертвами нацистских преследований. Некоторая часть из них успела эвакуироваться на восток и юг страны. Сотрудник Иерусалимского университета С. Швейбиш писал, что к началу войны в СССР проживало (без учёта беженцев из оккупированной части Польши и из Румынии) 4855 тыс. евреев, в том числе 4095 тыс. на территории, которая во время войны подверглась оккупации. Из них в советский тыл были эвакуированы 1,2—1,4 млн евреев. По данным историка Дова Левина, число уехавших в эвакуацию составило 1—1,5 млн человек. Историк Альберт Каганович в монографии «„Ташкентский фронт“: Еврейские беженцы в советском тылу» 2023 года считает, что с учётом бегства евреев в том числе из тех мест, которые так и не подверглись оккупации, общее число еврейских беженцев составило свыше 2 млн человек. При этом из присоединённых к СССР после 1939 года западных территорий, где проживало более 2 млн евреев, сумели эвакуироваться не более 100 тысяч.
Исследователь Соломон Шварц, автор вышедшей в 1966 году в Нью-Йорке книги «Евреи в Советском Союзе с начала Второй мировой войны», утверждал, что в СССР ничего не было сделано для своевременной эвакуации и спасения евреев от нацистов. Однако историк Мария Потёмкина считает, что этот тезис искажает действительность. По данным Центрального статистического управления СССР, из учтённого по спискам на 15 сентября 1941 года населения, подлежащего эвакуации (кроме детей из эвакуированных детских учреждений), доля евреев составляла 24,8 % (второе место после русских — 52,9 %). Таким образом, процент эвакуированных от общей численности еврейского населения, проживавшего в западных областях СССР, был выше, чем у представителей других народов, кроме русского. Дов Левин утверждает, что решение об эвакуации вообще не сказалось на судьбе евреев территорий, присоединённых к СССР в 1939 году, поскольку было принято, когда большая часть этих территорий уже была захвачена немцами. В свою очередь, Альберт Каганович пишет, что ряд постсоветских авторов, включая Потёмкину, придерживаются патриотического принципа «не выносить сор из избы» и целенаправленно пропагандируют приукрашенную концепцию «успешной абсорбции» беженцев.
Как эвакуированные по приказу правительства, так и бежавшие по собственной инициативе могли пользоваться услугами 128 эвакопунктов, 100 станций помощи беженцам и сотен пунктов выдачи кипятка, распределённых по путям следования из приграничных регионов на восток вплоть до Уральских гор. Известны, однако, и попытки насильственного препятствования эвакуации населения, особенно в условиях быстрого продвижения немецких войск и нарастания управленческого хаоса. Тысячи эвакуированных были задержаны на старой советско-польской, советско-латвийской и т. д. границах, и советские солдаты угрожали им расстрелом, если они попытаются добраться во внутренние районы СССР. В других местах (например, в Бессарабии) власти и военные оказывали содействие евреям, которые как организованно, так и стихийно уходили на восток.
Существовали проблемы и с транспортировкой и расселением беженцев уже после выезда из западных районов СССР: многим приходилось дожидаться поездов в течение нескольких дней или даже недель (в начале декабря 1941 года на 5-6 узловых станциях Казахстана находились 40-45 тысяч человек, в том числе в Джамбуле — 12-15 тысяч); высока была смертность в пути (в феврале 1942 года при переезде из Ленинграда в Сталинск Новосибирской области умерло 26 из 240 студентов ремесленного училища). Известны случаи принудительной депортации беженцев: так, 25 ноября — 5 декабря 1941 года из Узбекистана в казахские колхозы депортировано 36 500 беженцев из числа бывших польских граждан, а 8 декабря 1941 года скопившихся на железнодорожных станциях Казахстана 21 500 беженцев отправили в колхозы юга Кыргызстана. Несмотря на то, что подавляющее большинство еврейских беженцев не имели опыта тяжёлых сельскохозяйственных работ, расселённые в колхозы люди получали продовольствие только при условии работы в них. Обеспечение жильём зачастую производилось путём принудительного подселения к местным жителям. Случались эпидемии малярии, брюшного и сыпного тифа, дизентерии, кори, скарлатины. Вопреки усилиям центральных властей, беженцы часто сталкивались с бытовым антисемитизмом среди населения и местных партийных органов.
Отмечая факт сравнительно высокого количества эвакуированных евреев, исследователи указывают на то, что эвакуация проводилась в районах бывшей «черты оседлости», где евреев изначально было больше, чем в других районах страны. Дов Левин предполагает, что тот факт, что многие евреи состояли в компартии, а эвакуация партийного и комсомольского актива считалась одним из приоритетов для советского правительства (так, из оккупированной в течение всего трёх дней Литовской ССР удалось вывезти 55,2 % всех членов местной компартии — 2553 человека), влиял на повышение процента евреев среди эвакуированных по сравнению с процентом в популяции. Обобщая ситуацию, Левин резюмирует, что «принятый в просоветских кругах взгляд, согласно которому советское правительство в годы Второй мировой войны организованно спасало своих еврейских граждан, не имеет под собой никаких оснований».

### Гетто и депортации в лагеря смерти
В городах на оккупированной территории создавались еврейские гетто, куда нацисты под угрозой смерти сгоняли всё еврейское население города и окрестностей. Крупнейшими на территории СССР были Львовское и Минское гетто. В дальнейшем население гетто уничтожалось или вывозилось в лагеря смерти.
Численность советских евреев, оказавшихся на территории оккупированной немцами, составила 2,75—2,9 млн человек, почти все они погибли. Так, уже к декабрю 1941 года 80 % из 300 000 евреев Прибалтики были убиты нацистами и их пособниками.
В это же время были созданы еврейские гетто на территории оккупированных стран Восточной Европы, в первую очередь в Польше. В них также принудительно под угрозой смерти переселяли всех евреев, в том числе евреев из Западной Европы. Крупнейшим было Варшавское гетто, в котором было около 450 тысяч узников, также крупные гетто были в городах Лодзь, Краков, Белосток, Люблин.
Из Франции нацисты и их пособники депортировали почти 76 тысяч евреев, и только 3 % из них пережили Холокост. 100 тысяч голландских евреев погибли в лагерях уничтожения. Всего было создано около 800 гетто, в которых содержалось не менее миллиона евреев. Большинство евреев, переселённых в гетто в Европе, были убиты нацистами.

## Статистика приёма беженцев
Страны, принявшие еврейских беженцев в 1933—1943 годах (кроме временно эвакуированных в годы войны вглубь СССР):
| Страна                           | Число принятых (в тыс.) | %    |
| -------------------------------- | ----------------------- | ---- |
| США                              | 190                     | 23,4 |
| Палестина                        | 120                     | 14,8 |
| Англия                           | 65                      | 8    |
| Франция                          | 55                      | 6,8  |
| Нидерланды                       | 35                      | 4,3  |
| Бельгия                          | 30                      | 3,7  |
| Швейцария                        | 16                      | 1,9  |
| Испания                          | 12                      | 1,5  |
| Другие европейские страны        | 70                      | 8,8  |
| Аргентина                        | 50                      | 6,2  |
| Бразилия                         | 25                      | 3,1  |
| Чили                             | 14                      | 1,7  |
| Боливия                          | 12                      | 1,5  |
| Уругвай                          | 7                       | 0,8  |
| Другие латиноамериканские страны | 20                      | 2,4  |
| Китай                            | 25                      | 3,1  |
| Австралия                        | 9                       | 1,1  |
| ЮАР                              | 8                       | 1    |
| Канада                           | 8                       | 1    |
| Другие страны                    | 40                      | 4,9  |
| Всего:                           | 811                     | 100  |

Страны, которые наиболее активно (в процентах по отношению к собственному населению) принимали еврейских беженцев из Третьего рейха до войны, — Франция, Бельгия и Голландия — были сами вскоре оккупированы нацистами, и евреям фактически оказалось некуда бежать дальше. Соединённые Штаты, принявшие больше других беженцев по общей численности, по мнению многих комментаторов, при желании могли спасти гораздо больше, поскольку по отношению к численности населения приняли совершенно ничтожное число людей — 1/1000. Общее число евреев — перемещённых лиц оценивается примерно в 7 миллионов человек, большинство из них погибли.

## После окончания войны
После окончания войны большое число беженцев продолжали стремиться в Палестину. К моменту окончания войны в лагерях беженцев в Европе оказалось более 200 тысяч евреев.
В Польше выжившие в Холокосте евреи вновь подверглись гонениям. Нежелание поляков возвращать присвоенное во время войны еврейское имущество и конфликты с новой властью, в рядах которой были в том числе и евреи, стали причинами многочисленных нападений на евреев — с ноября 1944 по декабрь 1945 года от таких нападений погиб 351 еврей. Крупнейшей из антисемитских акций был погром в Кельце 4 июля 1946 года, в ходе которого было убито, по разным данным, от 36 до 47 евреев и ранено около 50. Эти события вызвали массовую эмиграцию выживших евреев из Польши. Из уцелевших во время Холокоста 380 тысяч польских евреев к концу 1946 года в Польше осталось 100 тысяч. Погромы и рост антисемитизма отмечались также в Венгрии и других странах послевоенной Европы. Подпольная организация Бриха помогала беженцам добираться до Палестины.
За период 1945—1948 годов в Палестину прибыло 66 судов с 70 000 нелегальных репатриантов. Из них 64 судна были отправлены из Европы и два — из Северной Африки. Однако Великобритания продолжала проводить жёсткую политику ограничения иммиграции по отношению к выжившим жертвам Холокоста, с осени 1946 года нелегальные беженцы выдворялись в специальные концлагеря, созданные на Кипре, где были интернированы 51 500 человек. Пассажиры судов, перевозивших нелегальных репатриантов, нередко оказывали англичанам ожесточённое сопротивление при депортации, что иногда приводило к жертвам среди беженцев, например, трое убитых и 28 раненых при захвате британскими моряками корабля «Исход-1947». Насилие над беженцами и возмущение мировой общественности этими фактами сыграли существенную роль при обсуждении решения о разделе Палестины и создании Государства Израиль.
После создания Израиля в мае 1948 года его правительство объявило репатриацию неотъемлемым правом любого еврея. В отчёте специальной подкомиссии по перемещённым лицам юридической комиссии палаты представителей конгресса США от 20 января 1950 года было указано, что Израиль впускает в страну всех евреев вне зависимости от любых критериев, невзирая на возраст, профессию, социальный статус и так далее. Последний лагерь для перемещённых лиц еврейской национальности в Германии был закрыт в 1953 году.
В СССР реэвакуация евреев сталкивалась с проблемами. Возвращавшиеся часто встречались с враждебным отношением как по причине массового воздействия нацистской пропаганды во время оккупации, так и в связи с попытками со стороны евреев вернуть жилье и имущество, захваченное соседями во время их отсутствия. Особенно сложная ситуация сложилась на Украине, где произошёл ряд антисемитских инцидентов, включая погромы и убийства.

## Препятствия беженцам и попытки спасения
Многие страны, опасаясь наплыва беженцев, чинили препятствия и не давали им разрешений на въезд. Даже известия о массовых убийствах евреев нацистами не стали основанием для пересмотра антииммиграционной политики.
Власти предвоенной Франции, испытывавшей последствия мирового экономического кризиса, опасались, что еврейские беженцы усугубят проблему безработицы. Уже в конце 1933 года представитель Франции в ведомстве Верховного комиссара по делам беженцев объявил, что она будет лишь страной транзита, но не конечным пунктом приёма беженцев. Массовая депортация из Франции польских евреев осенью 1938 года спровоцировала безработного Гершеля Гриншпана совершить покушение на немецкого дипломата Эрнста фом Рата, скончавшегося от полученных ранений через два дня. Нацистский режим воспользовался этим покушением, чтобы под девизом «Месть за убийство фом Рата» провести против еврейской общины массовый погром, ставший известным под названием «Хрустальная ночь».
Множество беженцев, особенно из Германии и Австрии, стремилось попасть в нейтральную Швейцарию. Однако швейцарские власти, опасаясь наплыва беженцев, уже во второй половине 1930-х годов запретили иммиграцию и разрешили лишь транзит. С октября 1938 года в паспорта уезжающих евреев по просьбе швейцарского правительства пограничники Третьего рейха ставили штамп «J» — «Jude» (еврей). В августе 1942 года федеральная полиция Швейцарии издала инструкцию, согласно которой «беженцы, ставшие таковыми исключительно из-за преследований на расовой почве, не могут считаться политическими эмигрантами». Множество немецких, австрийских и французских евреев было выдано нацистам или депортировано обратно. Швейцарцы, помогавшие евреям нелегально пересекать границу, подвергались уголовному преследованию.
В 1937 году в связи с невозможностью легальной иммиграции в Палестину большей части еврейских беженцев сионистами была создана организация для нелегальной иммиграции — Моссад ле-Алия Бет. До провозглашения Израиля в 1948 году эта организация нелегально перевезла в Палестину более 16 тысяч евреев до окончания войны и более 70 тысяч с 1945 по 1948 год.
Белая книга министра колоний Великобритании Малькольма Макдональда была опубликована 7 мая 1939 года после провала Сент-Джеймсской конференции относительно дальнейшей судьбы палестинского мандата. В ней указывалось, что «целью правительства Его Величества является основание в течение десяти лет независимого палестинского государства». В течение последующих пяти лет количество иммигрантов-евреев не должно было превышать 75 000 человек, и еврейское население должно было составить не более 1/3 населения Палестины. Через 5 лет въезд евреев в страну запрещался, «если арабы Палестины будут возражать против иммиграции», а покупка евреями земли запрещалась либо ограничивалась. При этом арабская иммиграция не ограничивалась.
К 1944 году из 75 тысяч иммиграционных виз была использована только 51 тысяча. Ограничения были незначительно ослаблены, и Великобритания разрешила въезд в Палестину еврейским беженцам в количестве до 18 тысяч человек в год. Хагана и другие подпольные еврейские группировки в Палестине пытались препятствовать иммиграционной политике британских властей. Так, в ноябре 1940 года на рейде Хайфы подрывники Хаганы взорвали корабль «Патриа», на котором было 1700 иммигрантов из Европы, в расчёте воспрепятствовать насильственной отправке беженцев на Маврикий. По утверждениям организаторов взрыва, планировалось повредить взрывом один из отсеков, однако пробоина получилась слишком большой, и 250 беженцев утонули.
Аналогичную политику против еврейской иммиграции проводили США — за 10-летний период, с 1933 по 1943 год, общее число неиспользованных квот в Соединённых Штатах составило 1 244 858. Американский историк Джозеф Телушкин отмечает, что согласно опросам общественного мнения «большинство американцев были против доступа в страну значительного количества еврейских беженцев». Отношение в США к проблеме еврейских беженцев перед вступлением в войну охарактеризовал Хаим Вейцман в книге «Испытания и ошибки», опубликованной в 1949 году:

Это был сущий кошмар, тем более ужасный, что приходилось молчать. Говорить об опасности, в которой находились европейские евреи, на публике, означало «вести пропаганду».

Квинтэссенцией иммиграционной политики Канады считается высказывание одного из сотрудников соответствующего ведомства: в ответ на вопрос, сколько евреев сможет принять Канада, он ответил: «Никого — это уже слишком много» (англ. None is Too Many). В результате Канада приняла меньше беженцев, чем любая другая западная страна.
Наиболее известным примером антииммиграционной политики по отношению к еврейским беженцам стала судьба парохода «Сент-Луис», который 13 мая 1939 года вышел из Гамбурга на Кубу имея на борту 936 пассажиров, в том числе 930 евреев. Несмотря на то, что за билеты и гарантию возврата в случае отказа в приёме были заплачены большие деньги, а у большинства имелась кубинская виза, евреям не удалось высадиться на Кубе. Кубой было принято лишь 27 пассажиров «Сен-Луис». Пассажирам парохода не удалось высадиться также ни в США, ни в странах Латинской Америки. Не помогли в том числе прямые обращения к президенту США Рузвельту с просьбой спасти хотя бы часть пассажиров, среди которых было более 400 женщин и детей. Еврейский распределительный комитет Джойнт предпринимал гигантские усилия, нанимая адвокатов и предлагая большие деньги в качестве гарантий, но всё было напрасно. Судно двинулось назад в Европу. В июне к моменту его прибытия была достигнута договорённость, что 2/3 беженцев примут Бельгия, Голландия и Франция, а 1/3 — Великобритания. Причём было подчёркнуто, что данный прецедент не будет основой для принятия решений на будущее. В результате, по оценкам, из пассажиров «Сен-Луис» Холокост и войну пережило лишь 288 высадившихся в Англии и 278 из 619 высадившихся в Антверпене и принятых Францией, Бельгией и Голландией.
Кроме приёма еврейских беженцев существовала также проблема репатриации собственных граждан-евреев, оказавшихся под немецкой оккупацией. Испания после 1943 года создавала серьёзные проблемы для репатриации собственных граждан еврейской национальности из Франции и Греции, хотя им угрожала смертельная опасность. Аналогичные проблемы были с репатриацией турецких евреев.
Переправка евреев морем в годы войны часто заканчивалась гибелью кораблей и пассажиров. Так, 24 февраля 1942 года в Чёрном море советской подводной лодкой Щ-213 был потоплен болгарский корабль «Струма» с 769 беженцами на борту, спасся только один пассажир. 5 августа 1944 года советской подлодкой на пути в Палестину было потоплено румынское судно «Мефкура» с более чем 300 еврейскими беженцами на борту.
19—30 апреля 1943 года состоялась англо-американская Бермудская конференция, посвящённая проблеме беженцев из оккупированных нацистами стран. На Бермудской конференции не удалось даже отменить Белую книгу 1939 года, ограничивающую еврейскую иммиграцию в Палестину совершенно ничтожной по сравнению с общим числом беженцев цифрой 75 тысяч человек за 5 лет, хотя это было одним из важнейших требований еврейских организаций. Единственное достижение Бермудской конференции — возобновление деятельности Межправительственного комитета по делам беженцев, который был создан на Эвианской конференции.
К 1 октября 1943 года менее чем за три недели 7 тысяч евреев Дании силами датского антинацистского подполья были перевезены в нейтральную Швецию. Нацистам удалось депортировать в концлагерь лишь 472 датских еврея. В Норвегии удалось спасти 930 из примерно 1800 евреев, также переправив их в Швецию. Шведский дипломат Рауль Валленберг в 1944 году в Венгрии сумел с помощью поддельных документов спасти тысячи евреев Будапешта.
Последняя крупная попытка спасения евреев была предпринята в 1944 году Рудольфом Кастнером. Он вёл переговоры с нацистами по поводу разрешения выезда евреев с оккупированных территорий в нейтральные страны в обмен на поставку 10 тысяч грузовиков с продуктами для немецкой армии («Кровь за товары»). Соглашение не было достигнуто, однако Кастнер добился выезда 1686 венгерских евреев в Швейцарию, заплатив крупную денежную сумму.

## Компенсации жертвам преследования
В результате преследования и уничтожения евреев в ходе Холокоста огромное число людей потеряли имущество и терпели материальные лишения. В то же время часто имущество евреев присваивалось преследователями и просто соседями, а также было конфисковано государствами, где они проживали.
20 сентября 1945 года председатель Еврейского агентства Хаим Вейцман обратился к правительствам четырёх оккупировавших Германию держав с просьбой вернуть владельцам изъятую нацистами собственность евреев, а если владельцев не осталось в живых, то передать собственность уполномоченным еврейским организациям, которые будут расходовать средства на реабилитацию здоровья жертв Холокоста. В дальнейшем в 1951 году с аналогичными требованиями официально обратилось Государство Израиль.
Израиль требовал от Германии возместить расходы по приёму на своей территории 500 тысяч человек — беженцев из Европы. Расходы оценивались в размере 3000 долларов на человека общей суммой в 1,5 млрд долларов. Кроме того, выдвигалось требование возместить потерю собственности в размере 6 млрд долларов. США, Великобритания и Франция заявили, что они связаны с Германией Парижским репарационным договором и не могут требовать новых репараций. СССР проигнорировал требования.
Тем не менее, в сентябре 1951 года канцлер ФРГ Конрад Аденауэр заявил о готовности обсудить возможность выплаты компенсаций, а 10 сентября 1952 года было подписано соглашение, по которому Германия должна была выплатить в товарной форме Израилю 3 млрд марок в течение 14 лет. Было также полдписано соглашение с Клеймс Конференс о принятии законов для прямой выплаты компенсаций жертвам нацистских преследований и выплате 450 миллионов немецких марок для оказания помощи в реабилитации и расселении. Кроме того, по Федеральному закону о компенсации от 18 сентября 1953 года право на компенсации получили некоторые категории физических и юридических лиц, в том числе компенсации получили 270 тысяч евреев. В дальнейшем был принят ряд других программ компенсаций, по которым выплаты получили ещё десятки и сотни тысяч человек. Общая сумма выплаченных компенсаций составила более 50 млрд долларов.
Ряд правительств ранее оккупированных нацистами и союзных нацистам стран Европы через десятилетия после войны также приняли на себя обязательства по реституции имущества евреев, которое было конфисковано в 1939—1945 годах, а также коммунистическими режимами Восточной Европы после окончания войны. Такие программы, в частности, были приняты в Венгрии, Польше, Норвегии, Бельгии и Литве.
Существенные средства жертв Холокоста были присвоены швейцарскими банками. По этому поводу в 1996—1998 годах состоялось несколько судебных процессов, по итогам которых швейцарские банки обязались выплатить жертвам Холокоста 1,25 млрд долларов и опубликовать список невостребованных счетов того времени для поиска владельцев и наследников.

## В искусстве
Наиболее известным литературным произведением, описывающем судьбу еврейских беженцев, стал роман-бестселлер «Исход» (англ. Exodus) американского писателя Леона Юриса, вышедший в 1958 году и изданный на 50 языках общим тиражом свыше 7 млн экз. Основную историческую канву романа составляет возвращение евреев в Эрец-Исраэль с конца XIX века и до создания Государства Израиль. По этой книге в 1960 году был снят одноимённый фильм и в 1971 году поставлен мюзикл «Ари» на Бродвее.
Роман Винфрида Зебальда «Эмигранты» повествует в том числе о преследованиях евреев в предвоенной Германии. Эта тема поднимается также в романах Ремарка «Возлюби ближнего своего» и «Тени в раю».
Документальный фильм «Шанхайское гетто» (2002) рассказывает о судьбе немецких евреев, бежавших от нацистских преследований и оказавшихся в Китае в конце 1930-х годов.

## Использованная литература
- Басин Я. З. Еврейский вопрос и эмиграционная политика Германии и США в 1933-38 гг. // Заметки по еврейской истории : Журнал. — 2009. — Октябрь (вып. 16 (119)).
- Гутман И. Евреи в армии Андерса, сформированной в СССР // Даниил Романовский, Давид Зильберкланг Яд ва-Шем: исследования : сборник. — Иерусалим: Яд ва-Шем, 2010. — Т. 2. — С. 121—176. — ISSN 1565-9941.
- Каганович А. «Ташкентский фронт»: Еврейские беженцы в советском тылу. — М.: Библиотека М. Гринберга; Книжники, 2023. — 448 с. — ISBN 978-965-93014-5-4.
- Костырченко Г. В. Тайная политика Сталина: власть и антисемитизм. — 2. — М.: Международные отношения, 2003. — 784 с. — ISBN 978-5-7133-1071-4.
- Дов Левин. Судьбоносное решение: бегство евреев во внутренние районы СССР летом 1941 г // Яд Вашем. Исследования : Сборник. — Иерусалим: Яд ва-Шем, 2009. — Т. 1. — ISSN 1565-9941.
- Дан Михман. Катастрофа европейского еврейства. — 1. — Тель-Авив: Открытый университет Израиля, 2001. — Т. 2. — ISBN 978-965-06-0233-8.
- Дан Михман. Катастрофа европейского еврейства. — 1. — Тель-Авив: Открытый университет Израиля, 2001. — Т. 3. — ISBN 978-965-06-0233-8.
- Дан Михман. Катастрофа европейского еврейства. — 1. — Тель-Авив: Открытый университет Израиля, 2001. — Т. 6. — ISBN 978-965-06-0233-8.
- Лилли Мусс. Призыв к народам = A Call to the Nations / пер. с англ. и вёрстка Макс Редер. — Минск: Энциклопедикс, 2007. — 256 с. — 500 экз. — ISBN 978-985-6742-59-3.
- Толочко Д. М. Проблема беженцев из Польши в советско-германских отношениях (сентябрь 1939 - июнь 1940 гг. ) // Журнал российских и восточноевропейских исторических исследований. — 2012. — № 1 (4). — С. 66—76. — ISSN 2409-1413. — doi:10.24411/2409-1413-2012-00007.
- Шмуэль Эттингер. Часть шестая. Новейший период. Глава  шестая. Приход нацистов к власти в Германии и геноцид европейского еврейства в годы Второй мировой войны // История еврейского народа. — Иерусалим: Библиотека «Алия», 2001. — С. 541—560. — 687 с. — 3000 экз. — ISBN 978-5-93273-050-8.
- Статистические данные // Уничтожение евреев СССР в годы немецкой оккупации (1941-1944). Сборник документов и материалов / Ицхак Арад. — Иерусалим: Яд ва-Шем, 1991. — 424 с. — ISBN 978-965-308-010-2.
- Холокост - сопротивление - возрождение. Еврейский народ в годы Второй мировой войны и послевоенный период (1939-1948) / Учебное пособие под общей ред. И. Альтмана и П. Агмона. — М.: Фонд «Холокост», 2000. — 344 с. — ISBN 978-5-89897-005-5.
- Michael R. Angel. Review: Irving Abella and Harold Troper, None is Too Many: Canada and the Jews of Europe, 1933-1948 (англ.) // Manitoba History. — Manitoba: University of Manitoba, 1984. — Iss. 7. — ISSN 0226-5036. Архивировано 23 марта 2010 года.
- Yehuda Bauer. American Jewry and the Holocaust: The American Jewish Joint Distribution Committee, 1939-1945. — Wayne State University Press, 1981. — 522 p. — ISBN 978-0-8143-1672-6.
- Marion A. Kaplan. Between Dignity and Despair: Jewish Life in Nazi Germany. — New York: Oxford University Press, 1998. — 304 p. — (Studies in Jewish History). — ISBN 978-0-19-513092-8.
- Dov Levin. The Attitude of the Soviet Union towards the Rescue of Jews (англ.) // Ed. by Michael Robert Marrus. Part 8: Bystanders to the Holocaust The Nazi Holocaust: Historical Articles on the Destruction of European Jews. — Munich: De Gruyter Saur, 1989. — Vol. 3. — P. 1118—1129. — ISBN 978-0-88736-268-2.